# 托尼·伊尼森
托尼·伊尼森（英語：Tony Ineson，1950年4月23日—），新西兰前男子曲棍球运动员。他曾代表新西兰国家队参加1976年夏季奥林匹克运动会曲棍球比赛，获得一枚金牌。